# روبرت س. هيكس
روبرت س. هيكس (بالإنجليزية: Robert C. Hicks)‏ هو لاعب كرة قدم أمريكية أمريكي، ولد في 4 أبريل 1927، وتوفي في 7 أبريل 2018.